# 伊利冰原島峰
伊利冰原島峰（英語：Ely Nunatak）是南極洲的冰原島峰，位於麥克羅伯特森地，屬於查爾斯王子山脈的一部分，以測量員命名，現時由南極條約體系管理。